# Морские тигры
«Морские тигры» (англ. Sea Tigers; там. கடற்புலிகள் Kaţaṛpulikaḷ) — тамильское террористическое формирование, входившее в подчинение в сепаратистскую организацию «Тигры освобождения Тамил-Илама», сражавшегося за создание независимого тамильского государства Тамил-Илам на территории Шри-Ланки. Формирование было создано в 1984 году. «Морские тигры» — это ряд небольших судов для террористов-смертников. За время своего существования он приобрёл репутацию способного противника для флота Шри-Ланки. На протяжении многих лет «Морские тигры» потопили по крайней мере 29 шри-ланкийских небольших прибрежных патрульных катеров и один сухогруз.
Главой «Морских Тигров» был Soosai. База располагалась на северо-восточном побережье Шри-Ланки в городе Муллайтиву. Упразднение формирования произошло в 2009, в связи с гибелью лидера во время взятия города армией Шри-Ланки.

## История

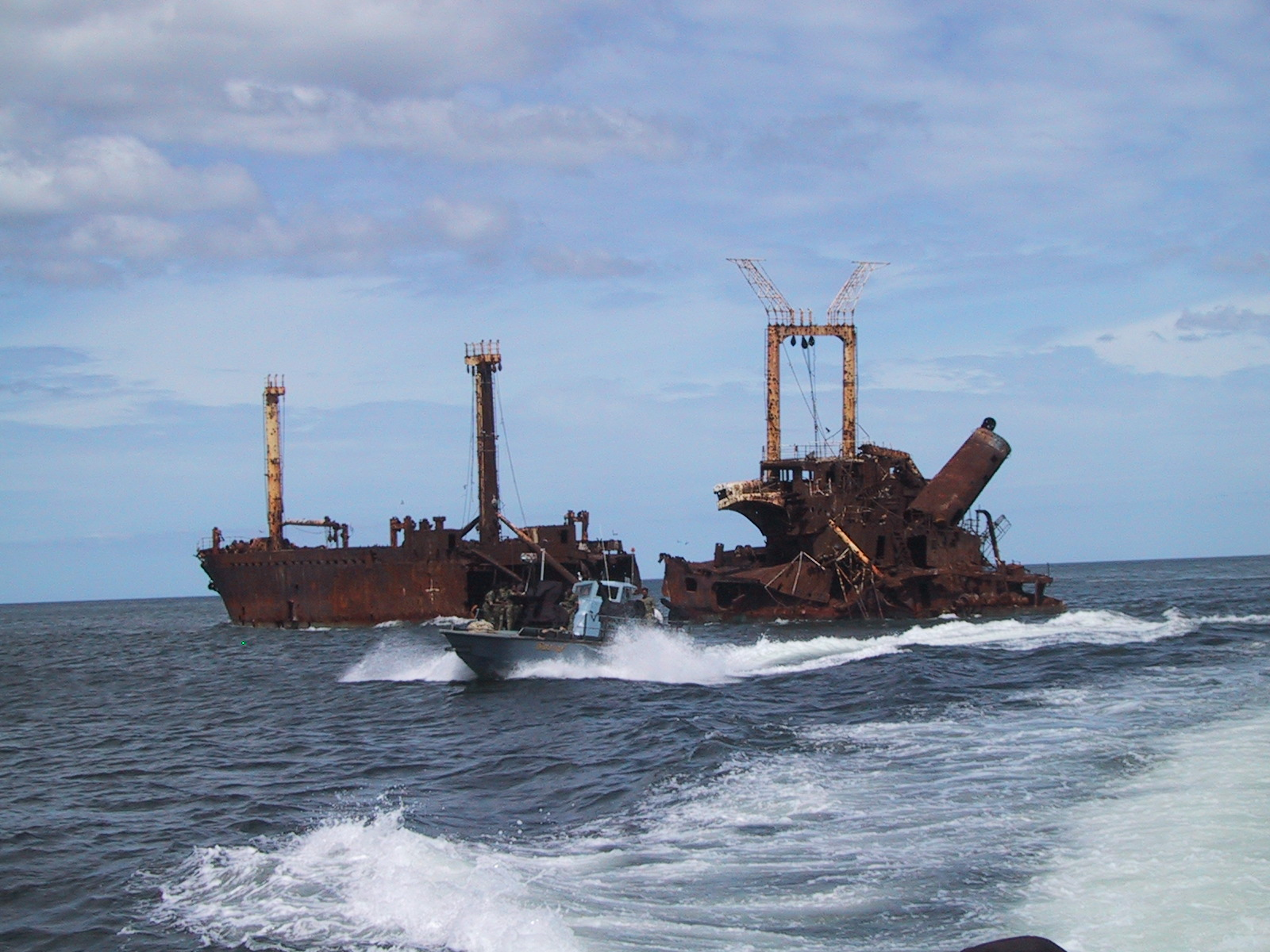
Спланированная акция «Морских тигров» в районе города Муллаитиву

В июле 1983 года боевики ТОТИ атаковали правительственный патруль в городе Джафна, что вызвало ответную реакцию сингалов, организовавших тамильские погромы. Эти события известны как «Чёрный июль». Правительство ввело военное положение.
После укрепления ТОТИ глава формирования Велупиллаи Прабхакаран потребовал, чтобы большая часть его контрабандных поставок снабжения шла по морю. Вскоре стало ясно, что военно-морские силы — это необходимый компонент для ведения партизанской войны, ввиду чего в 1984 году Велупиллаи Прабхакаран решил создать отряд «Морские тигры». В первые годы его основной задачей была передислокация личного состава и оборудования между отрядами ТОТИ в штатах Тамилнад и Джаффна. Первым «боевым крещением» отряда стала наступательная операция против военно-морских сил Шри-Ланки.
Лидер ТОТИ назначил Soosai командиром тигров. Стратегическое внедрение и выполнение операций в море осуществлялись под руководством полевого командира «Шри Рама».

## Численность и оснащение

### Лодки
Лёгкие лодки из стеклопластика были использованы для атак террористов-смертников. Такие лодки как правило были в длину до 15 метров, и оснащены четырьмя подвесными моторами общей мощностью 250 лошадиных сил. На борту лодки содержалась целый арсенал оружия: лёгкие и тяжёлые пулемёты, 15 и 18 мм пушки и гранатомёты.